# Adelaide de Sousa
Adelaide Amélia Garcia de Sousa Richardson  (Maputo, 3 de abril de 1969) é uma atriz e apresentadora portuguesa.
Filha de pais portugueses, acabou por se mudar para Portugal em Dezembro de 1975, juntamente com seus pais e quatro irmãos.
O primeiro trabalho de Adelaide foi dentro da área de aviação, enquanto hospedeira, trabalho que manteve até iniciar a sua carreira televisiva, embora a sua carreira enquanto modelo tenha começado aos 17 anos, com um anúncio na televisão.
Já depois de ter tido sucesso com a famosa personagem Dolly em "jet7", Adelaide foi viver em Nova Iorque, em 2000, para estudar representação no Lee Strasberg Theater Institute. É durante as constantes viagens entre a sua terra e Nova Iorque que conhece o seu actual marido, Tracy Richardson, um fotógrafo americano.
Em 2002 voltou a Moçambique, à sua cidade natal para filmar a série A Jóia de África, onde desempenhou Eugénia.
Em 2003, casou-se com Tracy Richardson nos Estados Unidos, tendo regressado definitivamente a Portugal em 2005.
Em Portugal apresentou Mais Mulher e Entre Nós, ambos na SIC Mulher.
Dedica-se também à causa do cancro da mama, através do projecto Guerreiras. Também apresentou, entre 2005 e 2007, o talk-show de comentário social e político "irreverente" Prazer dos Diabos, que numa primeira fase foi emitido pela SIC Comédia e depois pela SIC Mulher.

## Filmografia como actriz
- Actriz convidada na série As Lições do Tonecas - Dolly, RTP 1998
- Jornalistas - Bia, SIC 1998/1999
- Médico de Família - SIC 1999
- Docas 2 - RTP 1999
- A Febre do Ouro Negro - Isaura, RTP 2000
- Uma Aventura - SIC 2001
- A Jóia de África - Eugénia Cunha, TVI 2002
- Queridas Feras - Susana, TVI 2003
- Inspector Max- Margarida, TVI 2004
- Mistura Fina - Daniela Macário, TVI 2004/2005
- Triângulo Jota - RTP 2006
- 7 Vidas - Catarina, SIC 2006
- Floribella - Senhora, SIC 2006
- Vingança - Beatriz Sousa,, SIC 2007
- Deixa-me Amar - Linda, TVI 2007
- Daqui p'rá Frente, 2005
- Podia Acabar o Mundo - Sara, SIC 2008
- Duas Mulheres (2009)
- Tempo Final (episódio 'Hora Marcada') - Luísa, RTP1, 2011
- Coração d'Ouro - Sofia, SIC 2015

## Filmografia como apresentadora em televisão
- Bailarina e Assistente do programa Destino X, SIC 1994
- Apresentadora do programa Não Te Enerves, TVI 1994
- Repórter do programa Jet 7, RTP 1996/1997
- Apresentação do programa Jet 7, RTP 1997/1998